# アレックス・イー
アレックス・イー（英: Alex Yee、1998年2月18日 - ）はイギリスの男子トライアスロン選手。 2020年東京オリンピックトライアスロン混合リレー金メダリスト、男子個人銀メダリスト。2022年大英帝国勲章受章。

## 経歴
2021年、東京オリンピックに出場。個人では銀メダルを獲得した。五輪新種目の混合リレーでは、英国チームでアンカーを務め、金メダルでゴールテープを切った。また、世界トライアスロンシリーズでは、5月の横浜大会で4位、6月のリーズ大会で優勝し、8月のファイナルこそ11位であったものの年間総合銅メダルとなった。